# وستاند
وستاند (به لاتین: Westende) یک منطقهٔ مسکونی در بلژیک است که در میدلکرک واقع شده‌است.

## خواهرخوانده
شهر راوشنبرگ، هسن خواهرخواندهٔ وستاند هست.